# Emmochliophis miops
Emmochliophis miops — вид змій родини полозових (Colubridae). Мешкає в Еквадорі і Колумбії.

## Поширення і екологія
Emmochliophis miops відомий за трьома зразками, зібраними на заході Еквадору і Колумбії. Вони живуть у вологих тропічних лісах в західних передгір'ях Анд.

## Збереження
МСОП класифікує цей вид як такий, що перебуває на межі зникнення. Emmochliophis miops загрожує знищення природного середовища.